# 帕拉岡角
帕拉岡角（英語：Paragon Point），是南極洲的海岬，位於葛拉漢地西岸，處於艾克曼角西南面6公里的勒魯灣西南部，由英國探險隊繪入地圖，由英國南極名稱諮詢委員會命名，現時由南極條約體系管理。